# يون بيارناسون
يون بيارناسون هو سياسي آيسلندي، ولد في 26 ديسمبر 1943. نشط حزبياً في Left-Green Movement ‏.

## مناصب
- انتخب وزير الثروة السمكية والزراعة ‏ (10 مايو 2009 – 31 ديسمبر 2011).
- في الانتخابات البرلمانية الآيسلندية 2007 [الإنجليزية]‏، انتخب عضو البرلمان الآيسلندي 2007-2009 ‏ عن دائرة Northwest (Althing constituency) [الإنجليزية]‏ وقد انضم خلال فترته النيابية ‏ (12 مايو 2007 – 25 أبريل 2009) للكتلة البرلمانية Left-Green Movement [الإنجليزية]‏.
- في الانتخابات البرلمانية الآيسلندية 2009 [الإنجليزية]‏، انتخب عضو البرلمان الآيسلندي 2009-2013 ‏ عن دائرة Northwest (Althing constituency) [الإنجليزية]‏ وقد انضم خلال فترته النيابية ‏ (25 أبريل 2009 – 27 أبريل 2013) للكتلة البرلمانية Left-Green Movement [الإنجليزية]‏.
- انتخب عضو ألثينغي ‏.